# 김병국 (기업인)
김병국(영어: Eric B. Kim, 1954년~)은 미국의 기업인이다.